# Атина
Вижте пояснителната страница за други значения на Атина.
Атѝна (на гръцки: Αθήνα, [aˈθina]) е столицата и най-големият град на Гърция, както и седалище на областта Атика. Взела името си от гръцката богиня Атина, която е била пазител на града. В продължение на няколко века Атина е сред най-важните градове на Гърция. Намира се в Централна Гърция и е икономически, политически и управленчески център на страната. Населението на Атина е 3 059 764 души към 2021 г. Градът е най-важният политически, културен, икономически и транспортен център на Гърция, формирайки Атински мегаполис с население от 3 638 281 души към 2021 г.

## Наименование
Името на град Атина е свързано с това на древногръцката богиня Атина, смятана за закрилник на града. Според известна още в Античността легенда, жителите на града приемат това име след спор между Атина и морския бог Посейдон кой да бъде покровител на града. Опитвайки се да убедят хората, Посейдон създава извор със солена вода, символизиращ морското могъщество, а Атина – маслиново дърво, символизиращо мира и благоденствието. Гражданите и техният цар Кекропс харесват повече предложението на Атина и кръщават града на нейно име.
Днес се смята, че произходът на самата дума „Атина“ вероятно не е гръцки нито дори индоевропейски, а е остатък от предгръцкия субстрат в Атика. През XIX век са правени опити тя да се изведе от гръцки корени. Кристиан Лобек предлага като корен думата ἄθος или ἄνθος („цвят“), описваща Атина като цъфтящ град, а Лудвиг Дьодерлайн извежда името от глагола θάω („смуча“), който свързва с плодородната почва.
В хода на историята името на Атина на няколко пъти променя формата си от единствено в множествено число и обратно. В най-ранните текстове от епохата на Омир името е в единствено число – Ἀθήνη (Атене), но през класическата Античност се използва формата за множествено число Ἀθῆναι (Атенаи), подобно на имената на други гръцки градове, като Тива (Θῆβαι) или Микена (Μυκῆναι). През Средновековието отново започва да се използва единствено число – Ἀθήνα (Атина), но с налагането през XIX век на архаизиращата книжовна норма катаревуса официалното име на града отново става в множествено число – Ἀθῆναι (Атине). След правописната реформа от 1976 година то се връща в единствено число – Ἀθήνα (Атина).

## География

### Разположение
Разположена в централната котловина на Атика, Атина е заобиколена от 4 планини – Егалео на запад, Парнита на север, Пентели на североизток и Химетус на изток. Най-високата сред тях е Парнита – 1 413 m, основната част от която е превърната в национален парк. На югозапад Атическата котловина е отворена към Сароническия залив на Егейско море.
Самият град е изграден около няколко хълма, като този на Акропола и Ликавит, най-високото възвишение в съвременния град с надморска височина 277 m. През Атина преминават реките Кифис и по-малките Илис и Еридан.

### Климат
Климатът на Атина е средиземноморски (Csa по Кьопен), като валежите му са малко над горната граница на горещия степен климат (Bsh). Характерно за климата на Атина е редуването на продължително горещо и сухо лято с мека зима с умерени валежи.
Средните годишни валежи са 414 mm, като повечето дъждове падат между октомври и април. Годишните валежи в Атина са по-ниски от типичното за Гърция, особено за нейните западни части. Например валежите в Янина са около 1300 mm, а в Агринио – около 800 mm. Юли и август са най-сухите месеци, с редки бури един или два пъти месечно. Зимата е хладна и дъждовна, със средна температура през януари 9 – 10 °C. Снеговалежите са редки (по-обичайни са за високите северни предградия на града) и обикновено предизвикват значителни затруднения.
Средните дневни максимални температури през юли (1955 – 2004) са 33,7 °C в метеорологичната станция в Неа Филаделфия, но в други части на града може да е и по-горещо, особено в западните райони. По време на пословичните горещи вълни в града температурите често надхвърлят 38 °C. Атина държи рекорда на Световната метеорологична организация за най-висока температура, измервана в Европа – 48 °C, регистрирани в предградията на града на 10 юли 1977 година.
Подобно на други големи градове, разположени в котловини, като София, Лос Анджелис или Мексико, за Атина са характерни температурните инверсии, които допринасят за по-голямата замърсеност на въздуха. Както при повечето големи градове, и в Атина човешката дейност създава ефекта на градски топлинен остров, който променя температурата в града в сравнение със съседните неурбанизирани територии, оказвайки отрицателно въздействие върху потреблението на енергия и разходите за охлаждане и здравеопазване.
| Климатични данни за Атина, Гърция                 | Климатични данни за Атина, Гърция | Климатични данни за Атина, Гърция | Климатични данни за Атина, Гърция | Климатични данни за Атина, Гърция | Климатични данни за Атина, Гърция | Климатични данни за Атина, Гърция | Климатични данни за Атина, Гърция | Климатични данни за Атина, Гърция | Климатични данни за Атина, Гърция | Климатични данни за Атина, Гърция | Климатични данни за Атина, Гърция | Климатични данни за Атина, Гърция | Климатични данни за Атина, Гърция |
| Месеци                                            | яну.                              | фев.                              | март                              | апр.                              | май                               | юни                               | юли                               | авг.                              | сеп.                              | окт.                              | ное.                              | дек.                              | Годишно                           |
| Абсолютни максимални температури (°C)             | 22,1                              | 22,0                              | 28,0                              | 30,4                              | 35,6                              | 39,6                              | 42,0                              | 41,9                              | 37,6                              | 33,8                              | 27,0                              | 22,5                              | 42,0                              |
| Средни максимални температури (°C)                | 13,5                              | 13,7                              | 16,0                              | 19,7                              | 24,6                              | 29,5                              | 32,6                              | 32,6                              | 28,5                              | 23,5                              | 18,3                              | 14,7                              | 22,3                              |
| Средни температури (°C)                           | 10,2                              | 10,1                              | 12,2                              | 15,9                              | 20,6                              | 25,5                              | 28,3                              | 28,2                              | 24,3                              | 19,7                              | 15,0                              | 11,7                              | 18,5                              |
| Средни минимални температури (°C)                 | 7,0                               | 6,7                               | 8,4                               | 11,4                              | 15,6                              | 20,3                              | 23,0                              | 23,2                              | 19,7                              | 15,8                              | 11,7                              | 8,7                               | 14,3                              |
| Абсолютни минимални температури (°C)              | −2,9                              | −4,2                              | −1,8                              | 0,6                               | 8,0                               | 11,5                              | 15,5                              | 16,0                              | 10,4                              | 5,4                               | 1,4                               | −1,8                              | −4,2                              |
| Средни месечни валежи (mm)                        | 48                                | 37                                | 47                                | 33                                | 15                                | 6                                 | 6                                 | 6                                 | 22                                | 42                                | 67                                | 69                                | 398                               |
| Температура на водата                             | 17                                | 17                                | 16                                | 17                                | 19                                | 22                                | 25                                | 26                                | 25                                | 24                                | 22                                | 19                                | 21                                |
| ------------------------------------------------- | --------------------------------- | --------------------------------- | --------------------------------- | --------------------------------- | --------------------------------- | --------------------------------- | --------------------------------- | --------------------------------- | --------------------------------- | --------------------------------- | --------------------------------- | --------------------------------- | --------------------------------- |
| Източник: Туристический портал, „Погода и Климат“ |                                   |                                   |                                   |                                   |                                   |                                   |                                   |                                   |                                   |                                   |                                   |                                   |                                   |

## История

### През Античността
Най-старите известни следи от човешко присъствие на територията на днешния град са от XI хилядолетие пр.н.е. Атина е обитавана от хора без прекъсване поне от 7 хиляди години. Към 1400 година пр.н.е. селището е един от центровете на Микенската цивилизация, а на Акропола е издигната крепост, от която и днес са запазени отделни участъци с характерната циклопска зидария. За разлика от други микенски средища, като самата Микена или Пилос, за Атина не е известно дали е пострадала при дорийските нашествия около 1200 година пр.н.е., като самите атиняни винаги са твърдяли, че са чисти йонийци без дорийски примеси. Въпреки това през следващото столетие и половина градът запада, както много други селища от бронзовата епоха, засегнат от т.нар. бронзов колапс.
Погребения от желязната епоха, от некропола Керамейк и други места, често са особено богати, което показва, че след 900 година пр.н.е. Атина е водещ център на търговията и стопанския възход в региона. Водещото положение на града може да се дължи на неговото централно разположение в гръцкия свят, неговата сигурна крепост на Акропола и лесният му достъп до морето, който е естествено преимущество пред съперници от вътрешността, като Тива и Спарта.
През VI век пр.н.е. масовите обществени вълнения в града довеждат до реформите на Солон, които проправят пътя за въвеждането на демокрацията от Клистен през 508 година пр.н.е. По това време Атина е значителна морска сила с голям флот и подпомага въстанието на гръцките градове в Мала Азия срещу Персийската империя. В последвалите Гръко-персийски войни Атина, заедно със Спарта, оглавява коалицията на гръцките градове, която успява да удържи победа, въпреки че през 479 година пр.н.е. Атина, както и голяма част от Гърция, е превзета и разграбена от персите.
Десетилетията след Гръко-персийските войни са наричани Атински златен век, по време на който Атина е доминиращият град в Древна Гърция, а нейните културни постижения поставят основите на Западната цивилизация. През този период в града творят драматурзите Есхил, Софокъл и Еврипид, историците Херодот и Тукидид, лекарят Хипократ и философът Сократ. Ръководена от Перикъл, който покровителства изкуствата, Атина реализира амбициозна строителна програма на Акропола, включваща новия храм Партенон.
Атина на Перикъл изгражда собствена морска империя под формата на т.нар. Делоски морски съюз. Първоначално създаден като обединение на гръцки градове-държави за продължаване на войната срещу Персия, съюзът скоро се превръща в инструмент на имперските амбиции на Атина. Предизвиканите от това напрежения довеждат до Пелопонеската война в края на V век, в която Атина е победена от своя съперник Спарта, което нанася тежък удар на нейната политическа хегемония.
В средата на IV век Македонското царство започва все по-често да се намесва в живота на гръцките градове-държави, включително и Атина. През 338 година пр.н.е. съюз на такива градове, включващ Атина и Тива, претърпява поражение от войските на цар Филип II Македонски в битката при Херонея, което слага край на независимостта на града.
През 146 година пр.н.е. Атина е завладяна от Римската република, а след неуспешен бунт през 88 – 85 година пр.н.е. римският военачалник Луций Корнелий Сула разрушава укрепленията на града и много други сгради. Въпреки това и под римска власт Атина остава важен културен център, известен със своите престижни училища. През II век император Адриан строи в града редица обществени сгради и акведукт, който се използва и в наши дни.

### През Средновековието
В края на Античността градът постепенно започва да запада. В началото на VI век император Юстиниан I закрива известните атински училища, смятани за опасни за православието. Атина постепенно се възстановява през IX-X век, а по време на Кръстоносните походи преживява относителен разцвет, възползвайки се от нарасналата търговия с Италия. През 1205 година участниците в Четвъртия кръстоносен поход превръщат града в столица на Атинското херцогство, обхващащо Атика и Беотия. Управлявано последователно от няколко западноевропейски династии, то просъществува до 1458 година, когато е завладяно от Османската империя.

### През Османския период
Атина остава под османска власт от 1458 до 1833 година. През този период градът силно запада.

### Столица на независима Гърция
През 1834 година, малко след края на Гръцката война за независимост и създаването на самостоятелна гръцка държава, Атина става нейна столица. Градът е избран главно по исторически и сантиментални причини, като символ на връзката на новата държава с Древна Гърция – по това време селището има едва около 400 къщи в подножието на Акропола. Първият гръцки крал Отон Вителсбах възлага на архитектите Стаматиос Клеантис и Едуард Шауберт проектирането на модерен град, подходящ за столица на новата държава.
Първият градоустройствен план включва триъгълник с върхове в Акропола, Керамейк и новия кралски дворец (днес сграда на Парламента), който трябва да подчертае континуитета между древна и съвременна Атина. Неокласицизмът, международният стил на епохата, е архитектурният стил, в който баварски, френски и гръцки архитекти проектират първите големи обществени сгради на новата столица.
През 1896 година Атина става домакин на първите съвременни Олимпийски игри. През 20-те години в града се установяват много бежанци от Мала Азия, напуснали домовете си след поражението на Гърция в Гръцко-турската война.

### След Втората световна война
През 50-те и 60-те години населението на Атина нараства лавинообразно, като границите на града се увеличават значително. През 80-те години замърсяването от промишлеността и нарастващото автомобилно движение, както и свръхзастрояването, се превръщат в сериозен проблем. Поредица от мерки срещу замърсяването, предприети от градските власти през 90-те години, съчетани със значително подобряване на инфраструктурата (новата магистрала Атики Одос, разширяването на Атинското метро, новото Атинско международно летище „Елевтериос Венизелос“), чувствително подобряват положението. През 2004 година градът е домакин на Летните олимпийски игри.

## Управление
Атина е столица на Гърция и в града се намират множество национални държавни институции. Градът е също административен център на област Атика и областната единица Централна Атина и е единственото селище на община (дем) Атина.
До 2011 година Атина е център на закрития с Плана „Каликратис“ ном Атина. Територията на бившия ном, наричана също Голяма Атина, включва сегашните областни единици Централна, Северна, Западна и Южна Атина с обща площ 361 km² и общо население 2 640 000 души (2011). Атинската агломерация включва още областната единица Пирея и има площ 412 km² и население 3 090 000 души (2011). Атинският метрополен регион обхваща и други части от област Атика с обща площ 2 929 km² и население 3 830 000 души.
Същинският град Атина е единственото селище в едноименния дем и има площ 39 km² и население 664 000 души (2011). Управлява се от кмет и общински съвет, избирани пряко с мандат 5 години. От 2010 година кмет на града е Георгиос Каминис, избран като независим кандидат, подкрепян от няколко лявоцентристки партии, сред които Общогръцкото социалистическо движение и Демократична левица.
В административно отношение дем Атина се подразделя на 7 района, обозначавани с номера – от Първи до Седми.

## Икономика
Атина е финансовата столица на Гърция, а международни компании като Ericsson, Siemens, Motorola и Coca-Cola разполагат със свои регионални щабове за изследвания и развитие. Основна част от икономиката в града се заема от риболов, рибовъдство, воден транспорт и туризъм.

## Инфраструктура

### Транспорт
Транспортът на Атина се обслужва от различни транспортни средства, съставлявайки най-голямата система за масов градски транспорт в Гърция. Системата за обществен транспорт на града се състои от голям автобусен парк, тролейбуси, които обслужват главно центъра на Атина, метро, железопътна мрежа, както и трамвайна мрежа, свързваща южните предградия с центъра на града.

#### Автобусен транспорт
Ethel (на гръцки: ΕΘΕΛ) (Etaireia Thermikon Leoforeion), или Thermal Bus Company, е основният автобусен оператор в Атина. Неговата мрежа се състои от около 300 автобусни линии, които обхващат Атинския район, разполага с оперативен персонал от 5327 души и автопарк от 1839 автобуса. От тези 1839 автобуса 416 работят на сгъстен природен газ, съставляващи най-големия парк от автобуси с природен газ в Европа.
Освен че се обслужва от автобуси на природен газ и дизел, градската зона на Атина се обслужва и от тролейбуси. Мрежата се състои от 22 линии и се обслужва от 1137 души персонал. Всичките 366 тролейбуса са оборудвани, за да могат да работят с дизел в случай на прекъсване на електрозахранването.

#### Атинско метро
Метрото в Атина е по-широко известно в Гърция като метро Attiko (на гръцки: Αττικό Mετρό) и осигурява обществен транспорт в цялата градска част на града. Въпреки че основната му цел е транспорт, в него се намират и гръцки артефакти, открити по време на изграждането на системата. Атинското метро разполага с 387 служители и експоатира две от трите линии на метрото; именно втора и трета линия, изградени предимно през 90-те години на миналия век, като първоначалните участъци са отворени през януари 2000 г. Всички маршрути преминават изцяло под земята, като 42 влака, които се състоят от 252 вагона, работят в рамките на мрежа с дневна заетост от 550 000 пътници.

#### Трамваи
Трамвайната мрежа на Атина се състои от 35 трамвая, които обслужват 48 станции, обслужва се от 345 души персонал, като дневно превозваоколо 65 000 пътници.

#### Летище
Атина се обслужва от Международното летище в Атина, разположено в близост до град Спата, в източната част на Месогия, на около 35 км източно от Атина. Летището, наградено с наградата „Европейско летище на 2004 годината“, е предназначено за разширяването на въздушния транспорт в югоизточна Европа и е построено за 51 месеца и струва 2,2 милиарда евро. В него работят 14 000 служители.

#### Магистрали
Две главни магистрали на Гърция започват в Атина, а именно A1 / E75, която преминава през градската част на града от Пирея, на север към втория по големина град в Гърция – Солун, и A8 / E94 на запад, към Патра. Преди тяхното завършване голяма част от пътния трафик използваха GR-1 и GR-8.

## Култура

### Културни институции
Атина е дом на над 148 театъра, повече от всеки друг град в света, включително древния Herodes Atticus Theater, в който се провежда Атинският Фестивал от май до октомври всяка година.
В Атина се провеждат многобройни музикални и театрални фестивали. Планетариумът в Атина е един от най-добре оборудваните цифрови планетариуми в света. Руините около и на Акропола привличат над 10 милиона посетители на година.
Едни от най-известните музеи са:
- Нов музей на Акропола
- Национален археологически музей
- Византийски музей
- Музей на Древна Агора

- Националният исторически музей на Гърция
- Византийският музей̀
- Музеят на Древната Агора̀

### Архитектура
През по-голямата част от XIX век атинската архитектура е доминирана от неокласицизма, с отделни отклонения като еклектизма, продължил и в началото на XX век. Старият кралски дворец е първата по-значима обществена сграда след освобождението на Гърция, построена между 1836 и 1843 година. В средата и втората половина на столетието Теофил фон Хансен и Ернст Цилер участват в изграждането на множество неокласически сгради, като Атинската академия и Запейона. Цилер проектира и множество частни сгради в централната част на града, които с времето стават обществена собственост, обикновено в резултат на дарения, като строения от Хайнрих Шлиман днешен Нумизматичен музей.
От 20-те години на XX век модернизмът, включително баухаус и ар деко, започват да оказват силно влияние върху гръцката архитектура. Голям брой сгради в този стил има в квартал Колонаки и някои части от центъра на града, а през този период е построен и новият квартал Кипсели.
През 50-те и 60-те години, при бързото разрастване и развитие на града, водеща роля започват да играят други направления, като интернационалния стил. Центърът на града е основно реконструиран, при което са разрушени много неокласически сгради. Архитектите от този период използват материали като стъкло, мрамор и алуминий, като често смесват съвременни и класически елементи. През този период по големи обекти в Атина работят световноизвестни архитекти, като Валтер Гропиус, който проектира сградата на американското посолство, и Ееро Сааринен с източния терминал на Международно летище „Елиникон“.

### Спорт
Атина има дългогодишна традиция в спорта и спортните събития и е дом на най-значимите клубове в гръцкия спорт – Олимпиакос, Панатинайкос и АЕК. Градът има голям брой спортни съоръжения, а също така е бил домакин на няколко спортни събития от международно значение.
Атина е домакин на летните олимпийски игри два пъти, през 1896 и 2004 година. Игрите от 2004 г. вдъхновяват разработването на Олимпийския стадион в Атина, който след това печели репутацията на един от най-красивите стадиони в света, както и на един от най-интересните съвременни паметници. Най-големият стадион в страната е бил домакин на два финала на Шампионската лига, през 1994 и 2007. Другият основен стадион в Атина, разположен в местността Пиреос, е стадион Караискакис, построен 1896 г., обновен е през 1960-те и напълно е реконструиран през 2004 г. През 1971 г. на него се играе финалът за купата на носителите на купи. Атина е домакин на Евролигата три пъти, първият през 1985 г. и вторият през 1993 г. и последният през 2007 на Олимпийската зала. Провеждани са и голям брой събития от други спортове като лека атлетика, волейбол, водна топка и т.н.

## Личности
- Списък с известни атиняни.